# Titilala-Cotomori
Titilala-Cotomori ist eine osttimoresische Siedlung im Suco Liurai (Verwaltungsamt Remexio, Gemeinde Aileu).

## Geographie
Der Weiler (Bairo) Titilala-Cotomori liegt im Süden der Aldeia Manutane in einer Meereshöhe von 643 m. Er befindet sich an einer kleinen Straße an der nordöstlich der Weiler Cotomori liegt, der Hauptort des Sucos. Etwas westlich davon befindet sich der Weiler Ailumar-Manutane. Nach Südwesten führt die Straße in den Nachbarsuco Acumau, in Richtung des Ortes Remexio.
Nördlich von Titilala-Cotomori verläuft der Cotomori, ein Bach der weiter südlich in den Fluss Cihohani mündet. Die Gewässer gehören zum System des Nördlichen Laclós.